# 理查·塞恩-維特根施泰因-貝勒堡
理查·塞恩-維特根施泰因-貝勒堡（德語：Richard zu Sayn-Wittgenstein-Berleburg，1934年10月29日—2017年3月13日）是一位德國貴族，古斯塔夫·阿爾布雷希特親王的長子。是塞恩-維特根施泰因家族貝勒堡分支的成員，該家族在1918年德國十一月革命後失去貴族頭銜。祖父老理查是最後一任塞恩-維特根施泰因-貝勒堡親王。

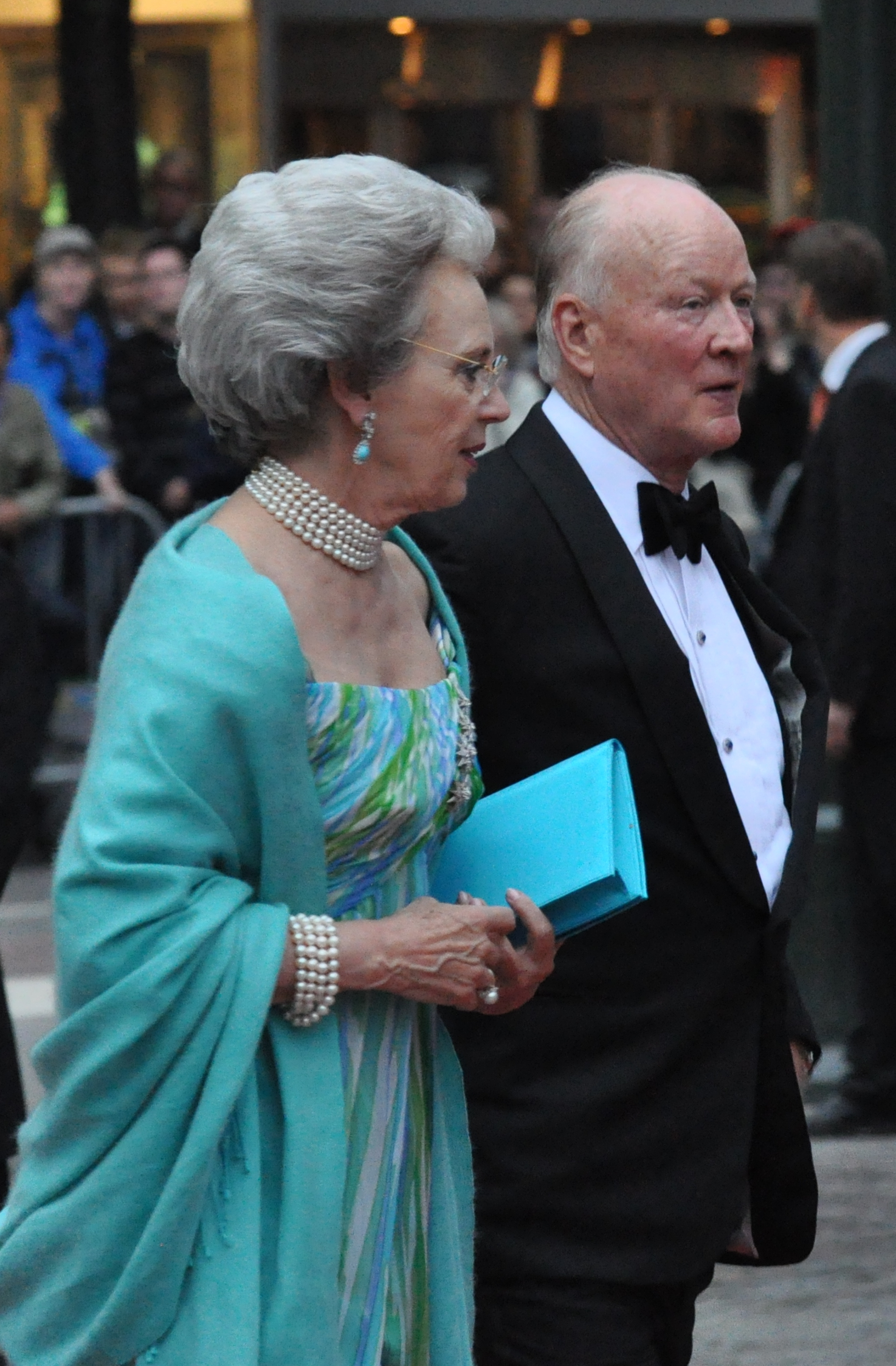
理查親王與妻子本尼迪克特公主

1968年理查與丹麥的本尼迪克特公主結婚，丹麥國王弗雷德里克九世的二女兒。婚禮於丹麥弗雷登斯堡宮舉行。理查與本尼迪克特公主共有一個兒子：古斯塔夫（1969年出生），以及兩個女兒：亞歷山德拉（1970年出生）、娜塔莉（1975年出生）。